# ジーナ・カラーノ
ジーナ・カラーノ（Gina Carano、1982年4月16日 - ）は、アメリカ合衆国テキサス州ダラス出身のムエタイ選手、総合格闘家、女優。エクストリーム・クートゥアに所属していた。ジーナ・カラノとも表記される。
ムエタイをバックボーンとしたスタンド打撃と確かな実力に加えて、美貌、プロポーションによって、アメリカの女子総合格闘技の主役として活躍していた。アメリカのスポーツ週刊誌『スポーツ・イラストレイテッド』で「最もスポーツ界に影響力のある女子選手」として掲載されたことがある。
NFLダラス・カウボーイズの元クォーターバックであるグレン・カラーノを父親に持つ。

## 来歴
ネバダ大学リノ校在学中にムエタイを始める。2006年には総合格闘技へ転向。WEFにおいて行われたネバダ州初の女子総合格闘技戦でプロデビューし、開始39秒でKO勝ち。

### EliteXC
2007年2月10日のEliteXC旗揚げ戦では、ジュリー・ケッジーを判定で破り注目を浴びた。
2007年6月2日、Dynamite!! USAでジャン・フィニーと対戦予定であったが、体調不良により欠場となった。
2008年5月31日、「EliteXC: Primitime」でケイトリン・ヤングと対戦し、2ラウンド終了時にTKO勝ち。契約体重は140ポンド（-64kg）であったが、前日計量を144.5ポンドで失敗し、賞金の一部をヤング側に支払うことでが合意に至ったため試合が成立した。10月4日、「EliteXC: Heat」に出場し、ケリー・コボルドと140ポンド（-64kg）契約で対戦。前日の計量は3回目にレギュレーション許容範囲内の1ポンドオーバーでクリアすると、試合ではスタンドの打撃で優位に立ち、判定勝ちを収めた。この試合のファイトマネーは勝利ボーナス1万ドルを含み2万5千ドルであった。

### Strikeforce
2009年8月15日、「Strikeforce: Carano vs. Cyborg」のメインイベントで初代Strikeforce女子145ポンド級（-66kg）王座をかけクリスチャン・サイボーグと対戦し、1R4分59秒TKO負けで王座獲得に失敗し、キャリア初黒星となった。この試合のファイトマネーは12万5千ドルであった。

### 俳優活動
スティーヴン・ソダーバーグ監督のスパイ・アクション映画『エージェント・マロリー』（2012年日本公開）では主演を務めた。
以降『ワイルド・スピード EURO MISSION』（2013年）、『ブライド・ウエポン』と年1作程度のペースで映画に出演し、2015年は『Bus 657』が公開予定。2014年はテレビドラマ『ALMOST HUMAN/オールモスト・ヒューマン』にも1話ゲスト出演した。
2016年には映画『DEADPOOL』にエンジェル役として出演した。

### 批判
カラーノはその政治的な主張によって度々批判を受けていた。事例として、2020年のアメリカ合衆国大統領選挙後に投票不正を主張した。また、BLMへの不支持、ジェフリー・エプスタインの死に関して疑問を唱えるような投稿をSNSに行った。
2021年2月には別のアカウントでInstagramに投稿されていた「ユダヤ人は通りでナチスの兵士からだけではなく隣人からも暴行を受けていた。子どもたちさえ彼らに暴行していた。歴史は編集されているから、それがナチスが何千人ものユダヤ人を簡単に迫害していたと思わされていることに多くの人は気がついていないけれど。最初に政府が隣人たちにユダヤ人であることだけを理由に彼らを憎むように仕向けた。今、政治観を理由に人を憎むのとどこが違うのだろうか」を共有した。そのため、現在の共和党支持者の扱いをナチス・ドイツ下におけるユダヤ人迫害（ホロコースト）になぞらえた内容と受け止められたといわれる。
大統領選で不正が行われたとの投稿、またコロナ禍においてはマスク着用を揶揄する画像を投稿したりワクチン接種義務化についての批判的な見解などが、主に民主党支持者やリベラル系メディアからの批判を受けた。
LGBT界隈との確執についても、SNSのアカウントプロフィールに「he/him」「she/her」「they/them」といったジェンダー代名詞を表記する例が増えた時期に起きている。「マンダロリアン」主演ペドロ・パスカルも「he/him」と表記をしているのだから、カラーノも表記を加えるべきだと指摘された際に、カラーノは押し付けに反対する形で「beep/bop/boop」と表記した。『スター・ウォーズ』のドロイドの声をパロディしたものだが、これが「トランスジェンダーを侮辱している」として、著名なLGBTQ活動家やその支持者によって炎上騒ぎとなった。批判者たちはハッシュタグ「#FireGinaCarano」を用いて、カラーノが出演していたテレビドラマ『マンダロリアン』からの降板を求める運動が発生する事態となっていた。
これらを受けて、『マンダロリアン』を制作していたルーカスフィルムは今後カラーノを同番組に起用しないことを発表。ルーカスフィルムの親会社であるウォルト・ディズニー・カンパニー最高経営責任者（CEO）のボブ・チャペックもルーカスフィルムの対応を支持するコメントを出した。
こうしたカラーノ排除の動きに対しては主に保守層などからの批判があがっていたが、カラーノは2024年2月6日、『マンダロリアン』を降板させられたのは不当解雇と差別によるものだとして、ルーカスフィルムとディズニーを提訴したことを発表した。X（旧・Twitter）の経営者であるイーロン・マスクもカラーノを支援することを表明している。

## 人物・逸話
- その人気の高さから、EliteXCの宣伝PR、EliteXCをテレビ中継しているShowtimeのボクシング中継にもゲストで出演したり、NBCの「アメリカン・グラジエーター」というドラマでクラッシュという役柄を演じるなど、リング外での活動も多い。

- 大学一年生の時には一年間で15ポンド（約7kg）も体重が増えて、179ポンド（81kg）と非常に太っていた。この事実に危機感を持ちダイエットのためにムエタイを始めた。

## 戦績

### 総合格闘技
| 総合格闘技 戦績 | 総合格闘技 戦績 | 総合格闘技 戦績 | 総合格闘技 戦績 | 総合格闘技 戦績 | 総合格闘技 戦績 | 総合格闘技 戦績 |
| --------------- | --------------- | --------------- | --------------- | --------------- | --------------- | --------------- |
| 8 試合          | (T)KO           | 一本            | 判定            | その他          | 引き分け        | 無効試合        |
| 7 勝            | 3               | 1               | 3               | 0               | 0               | 0               |
| 1 敗            | 1               | 0               | 0               | 0               | 0               | 0               |

| 勝敗 | 対戦相手                 | 試合結果                         | 大会名                                                                  | 開催年月日    |
| ×    | クリスチャン・サイボーグ | 1R 4:59 TKO（パウンド）          | Strikeforce: Carano vs. Cyborg 【Strikeforce女子145ポンド級王座決定戦】 | 2009年8月15日 |
| ○    | ケリー・コボルド         | 3分3R終了 判定3-0                | EliteXC: Heat                                                           | 2008年10月4日 |
| ○    | ケイトリン・ヤング       | 2R終了時 TKO（ドクターストップ） | EliteXC: Primetime                                                      | 2008年5月31日 |
| ○    | トーニャ・エヴァンジャー | 1R 2:53 チョークスリーパー       | EliteXC: Uprising                                                       | 2007年9月15日 |
| ○    | ジュリー・ケッジー       | 3分3R終了 判定3-0                | EliteXC: Destiny                                                        | 2007年2月10日 |
| ○    | エレーナ・マックスウェル | 2分3R終了 判定3-0                | Strikeforce: Triple Threat                                              | 2006年12月8日 |
| ○    | ロジー・セクストン       | 2R 4:55 KO                       | World Pro Fighting Championships 1                                      | 2006年9月15日 |
| ○    | レイティシア・ペストワ   | 1R 0:39 KO                       | WEF: Orleans Arena                                                      | 2006年6月10日 |

### キックボクシング
- 14戦12勝1敗1分

## フィルモグラフィー

### 映画
| 年   | 邦題/原題                                              | 役名                     | 備考 |
| ---- | ------------------------------------------------------ | ------------------------ | ---- |
| 2009 | ブラッド & ボーン 真拳闘魂 Blood and Bone              | ヴェレッタ・ヴェンデッタ |      |
| 2011 | エージェント・マロリー Haywire                         | マロリー・ケイン         | 主演 |
| 2013 | ワイルド・スピード EURO MISSION Fast & Furious 6       | ライリー・ヒックス       |      |
| 2014 | ブライド・ウエポン In the Blood                        | エイヴァ                 |      |
| 2015 | タイム・トゥ・ラン Heist                               | クリス                   |      |
| 2015 | エクストラクション Extraction                          | ヴィクトリア             |      |
| 2016 | デッドプール Deadpool                                  | エンジェル・ダスト       |      |
| 2016 | キックボクサー リジェネレーション Kickboxer: Vengeance | マルシア                 |      |
| 2018 | レッド・ハンター Scorched Earth                        | ゲイジ                   | 主演 |
| 2019 | テイクバック Daughter of the Wolf                      | クレア・ハミルトン       | 主演 |

### テレビ
| 年        | 邦題/原題                                          | 役名             | 備考                  |
| --------- | -------------------------------------------------- | ---------------- | --------------------- |
| 2014      | ALMOST HUMAN/オールモスト・ヒューマン Almost Human | ダニカ           | 第9話「放たれた兵器」 |
| 2019-2020 | マンダロリアン The Mandalorian                     | キャラ・デューン | 計7話出演             |